# Preston (Idaho)
Preston település az Amerikai Egyesült Államok Idaho államában, Franklin megyében, melynek megyeszékhelye is. Lakosainak száma 5591 fő (2020. április 1.).

## Népesség
A település népességének változása:

| 2010 | 5 204 |
| 2020 | 5 591 |